# Elbasan (huyện)
Elbasan là một quận thuộc hạt Elbasan, Albania. Quận này có diện tích 1290 km² và dân số năm 2002 là 224974 người, mật độ 174 người/km².